# 北京粉背蕨
北京粉背蕨（学名：Aleuritopteris niphobola var. pekingensis）为中国蕨科粉背蕨属下的一个变种。

## 扩展阅读
- 維基物種上的相關：北京粉背蕨